# Colli della Sabina rosato frizzante
Il Colli della Sabina rosato frizzante è un vino DOC la cui produzione è consentita nelle province di Rieti e Roma.

## Caratteristiche organolettiche
- colore: rosato più o meno intenso
- odore: gradevole, delicato
- sapore: armonico, da asciutto ad amabile

## Produzione
Provincia, stagione, volume in ettolitri
- nessun dato disponibile